# イリヤ・ナイシュラー
イリヤ・ナイシュラー(英:Ilya Naishuller､露:Илья Викторович Найшуллер) はロシアの映画監督、MV監督、ミュージシャン。

## 生い立ち
1983年11月19日、モスクワ生まれ。父親はユダヤ系ロシア人で救急救命士、母親は外科医。イリヤが5歳頃の1980年代後半に父親は貿易商に転向し、ラーダの輸出や西側諸国の海賊版ビデオテープの輸入販売などで推定2千万ドルを稼いだ。その後も銀行の清掃会社やオフィス家具などの事業で成功し、1990年代の「最も裕福なロシア人の1人」と言われるほどの実業家となった。
イリヤは7歳から14歳まで、ロンドンのプール付き別荘に住みながら留学し、モスクワに戻ると名門のブリティッシュインターナショナルスクールに通った。自宅には父親の商売用の海賊版VHSテープが大量にあり、子供の頃から海外の映画を見ているうちに映画監督になりたいと思うようになった。
ロシア映画大学に受験するが失敗し、翌年モスクワの「映画テレビ研究所(GITR)」に入学した。モスフィルムでカチンコや撮影助手、翻訳などのアルバイトをするうちに映画製作に夢中になり2年で中退した。

## 経歴
2008年、モスクワでロックバンドBiting Elbowsを結成し、リードボーカル兼ギタリストを担当した。数年後GITRで知り合ったプロデューサーのエカテリーナ・コノネンコの支援を受け、アルバム”Dope Fiend Massacre”の収録曲である”The Stampede”、”Bad Motherfucker"のミュージックビデオ(以下MV)を監督し発表。GoProを駆使した一人称視点の映像はインターネット上で瞬く間に話題になり延べ1億5千万回以上の再生回数を記録した。ダーレン・アロノフスキーやサミュエル・L・ジャクソンからも称賛のメッセージが届いたという。
映画監督・プロデューサーのティムール・ベクマンベトフはこのMVを観て直ちにフェイスブックを通じてナイシュラーとコンタクトを取り、計画中の「ハードコア」(2015)の監督に抜擢した。この映画はトロント国際映画祭の観客賞を受賞し、翌年全米で劇場公開されると1,430万米ドルの興行収入を記録した。
ロシアのロックバンド、レニングラードは「ハードコア」に触発され、“Kolshik”のMVの監督を依頼した。この作品は2017年のベルリン・ミュージックビデオアワードのベストコンセプト部門で1位となった。
「ハードコア」のあとハリウッドからオファーがいくつかあったが実現せず、2018年に「Mr.ノーバディ」の監督に選ばれたのだが、撮影が始まる直前になって配給元のSTXエンターテインメントが製作中止を発表した。その後すぐユニバーサル・ピクチャーズが映画化権を買収するのだが、背景にはナイシュラーを推すティムール・ベクマンベトフが、親しい友人であるユニバーサルのドナ・ラングレー会長を説得したのだろうと言われている。2025年にアクションコメディ映画「ヘッド・オブ・ステイト」を監督し、続いてジェイク・ジレンホール主演の「ロードハウス2」のオファーが来ているという。
影響を受けた映画監督にウェス・アンダーソンとエドガー・ライトを挙げている。またほとんどのハリウッド映画は「ロシア」を誇張し過ぎだと感じており、モスクワで生まれ育った経験を生かしてロシア人をきちんと描けることを強みとしている。

## プライベート
2010年、女優のダーシャ・チャルーシャと結婚した。
ロシアのウクライナ侵攻を批判している。これについてロシア当局は「ウクライナのナチス化を阻止するためのロシアの作戦行動に対し、違法な集会を開き人々を扇動している」と述べている。

## 作品

### 映画
| 年   | タイトル                             | 担当                         |
| ---- | ------------------------------------ | ---------------------------- |
| 2015 | ハードコア Hardcore Henry            | 製作、監督、脚本、撮影、出演 |
| 2021 | Mr.ノーバディ Nobody                 | 監督、カメオ出演             |
| 2025 | ヘッド・オブ・ステイト Head of State | 監督、カメオ出演             |
| TBA  | Road House 2                         | 監督                         |

### ミュージックビデオの監督作品
| 年   | アーティスト       | タイトル            | 担当     | 備考 |
| ---- | ------------------ | ------------------- | -------- | ---- |
| 2010 | Biting Elbows      | Dope Fiend Massacre | 監督     |      |
| 2011 | Biting Elbows      | The Stampede        | 監督     |      |
| 2012 | Biting Elbows      | Toothpick           | 監督     |      |
| 2013 | Biting Elbows      | Bad Motherfucker    | 監督     |      |
| 2016 | ザ・ウィークエンド | False Alarm         | 監督     |      |
| 2017 | レニングラード     | Кольщик(Kolshik)    | 監督     |      |
| 2017 | レニングラード     | Вояж(Voyage)        | 監督     |      |
| 2018 | レニングラード     | Жу-Жу(Ju-Ju)        | 監督     |      |
| 2018 | レニングラード     | Цой(Tsoi)           | 監督     |      |
| 2018 | レニングラード     | Золото(Gold)        | 製作のみ |      |
| 2019 | Biting Elbows      | Heartache           | 製作兼   |      |
| 2019 | Biting Elbows      | Control             | 製作兼   |      |
| 2021 | サージ・タンキアン | Elasticity          | 製作のみ |      |
| 2021 | Biting Elbows      | Boy is Dead         | 製作兼   |      |

## 出展
1. ↑  “«Папа мной гордится»: как режиссер «Никто» Илья Найшуллер прошел путь от мальчика с хлопушкой до Голливуда” (ロシア語). Forbes.ru (2021年4月9日). 2025年7月25日閲覧。
2. ↑  “«Папа мной гордится»: как режиссер «Никто» Илья Найшуллер прошел путь от мальчика с хлопушкой до Голливуда” (ロシア語). Forbes.ru (2021年4月9日). 2025年7月23日閲覧。
3. ↑  “Ilya Naishuller on Nobody, Turning Bob Odenkirk Into an Action Star, and More | Interviews | Roger Ebert” (英語). www.rogerebert.com (2021年3月25日). 2025年7月25日閲覧。
4. ↑  “«Папа мной гордится»: как режиссер «Никто» Илья Найшуллер прошел путь от мальчика с хлопушкой до Голливуда” (ロシア語). Forbes.ru (2021年4月9日). 2025年7月25日閲覧。
5. ↑  “«Папа мной гордится»: как режиссер «Никто» Илья Найшуллер прошел путь от мальчика с хлопушкой до Голливуда” (ロシア語). Forbes.ru. 2025年7月26日閲覧。
6. ↑  “«Папа мной гордится»: как режиссер «Никто» Илья Найшуллер прошел путь от мальчика с хлопушкой до Голливуда” (ロシア語). Forbes.ru (2021年4月9日). 2025年7月23日閲覧。
7. ↑  “«Папа мной гордится»: как режиссер «Никто» Илья Найшуллер прошел путь от мальчика с хлопушкой до Голливуда” (ロシア語). Forbes.ru (2021年4月9日). 2025年7月23日閲覧。
8. ↑  “Ilya Naishuller on Nobody, Turning Bob Odenkirk Into an Action Star, and More | Interviews | Roger Ebert” (英語). www.rogerebert.com (2021年3月25日). 2025年7月25日閲覧。
9. ↑  “‘Nobody’ Director Ilya Naishuller Is Annoyed At Our Russian Villains” (英語). UPROXX (2021年3月26日). 2025年7月27日閲覧。
10. ↑  Ru, Ru. UQ eSpace.
11. ↑  Numerous-Lemon (2021年6月28日). “In Nobody (2021), Director Ilya Naishuller plays a Russian gangster. He only appears on screen for a few seconds.”. r/MovieDetails. 2025年7月25日閲覧。